# Дистаннид гадолиния
Дистанни́д гадоли́ния — бинарное интерметаллическое неорганическое соединение
гадолиния и олова
с формулой GdSn2,
кристаллы.

## Получение
- Сплавление стехиометрических количеств чистых веществ:

{\displaystyle {\mathsf {Gd+2Sn\ {\xrightarrow {941^{o}C}}\ GdSn_{2}}}}

## Физические свойства
Дистаннид гадолиния образует кристаллы ромбической сингонии, пространственная группа C mcm, параметры ячейки a = 0,4428 нм, b = 1,6410 нм, c = 0,4322 нм, Z = 4,
структура типа дисилицида циркония ZrSi2
.
Соединение образуется по перитектической реакции при температуре 941 °C
.